# Helen Kane
Helen Clare Kane, född Schroeder 4 augusti 1903 i Bronx, New York, död 26 september 1966 i Queens, New York, var en amerikansk sångerska och skådespelerska. Hon uppnådde stor popularitet under 1920-talet med sånger som "I Wanna Be Loved by You" och är en trolig inspiration till den tecknade figuren Betty Boop.

## Karriär
Kane började tidigt en karriär inom underhållningsbranschen. Hon fick sitt stora genombrott på Broadway 1927 i musikalen A Night in Spain. Året därpå syntes hon i Oscar Hammersteins The Good Boy, där hon introducerade sången "I Wanna Be Loved by You". Kane blev känd för sin scatsång, "boop-boop-a-doop".
Ljudfilm hade vid denna tid precis fått sitt genombrott och Kane fick kontrakt med Paramount Pictures för att medverka i en rad komedi- och musikalfilmer. 
I och med det glada tjugotalets slut och den stora depressionen under 1930-talet var flapperns dagar räknade och Kanes popularitet dalade och hon fick inga fler filmroller efter 1931. 1932 stämde Kane utan framgång Paramount och Max Fleischer för att ha plagierat henne i form av den tecknade figuren Betty Boop.
Kane var gift tre gånger. Hon gifte sig 1924 med Joseph Kane och äktenskapet slutade i skilsmässa 1928. 1933 gifte hon sig med Max Hoffman Jr och de skildes två år senare. Hennes tredje äktenskap, med Dan Healy, varade från 1939 till hennes död 1966 i bröstcancer.